# دیلن اوبرایان
دیلن رودز اوبراین (به انگلیسی: Dylan rhodes O'Brien؛ متولد ۲۶ اوت ۱۹۹۱) بازیگر آمریکایی است. وی به دلیل بازی در نقش اصلی توماس در سه‌گانه داستان علمی تخیلی دونده مارپیچ و بازی در نقش استایلز استیلینسکی در مجموعه تلویزیونی گرگ نوجوان شناخته شده‌است. از دیگر کارهای اوبراین می‌توان به بازی در نقش‌های اصلی فیلم‌هایی مانند اولین بار، قاتل آمریکایی و عشق و هیولاها و نقش‌های مکمل در کارآموز و دیپ‌واتر هورایزن اشاره کرد.

## اوایل زندگی
دیلن اوبراین در ۲۶ اوت ۱۹۹۱ در نیویورک زاده شد. مادرش لیزا بازیگر سابق و مدیر مدرسه بازیگری و پدرش پاتریک اوبراین فیلم‌بردار است. پدرش نژادی ایرلندی و مادرش اصالتی ایتالیایی، انگلیسی و اسپانیایی دارد. او تا ۱۲ سالگی در اسپرینگفیلد، نیوجرسی زندگی کرد و پس از آن به همراه خانواده اش به کالیفرنیا نقل مکان کردند. او فعالیت هنری خود را در ۱۴ سالگی، پس از فارغ‌التحصیلی از دبیرستان میرا کوستا و با تولید فیلم‌های کوتاه در یوتیوب (با نام moviekidd826)آغاز کرد. با تولید فیلم‌ها، یک تهیه‌کننده و کارگردان محلی در حالی که در سال آخر دبیرستان بود، در مورد کار برای یک مجموعه وب به او نزدیک شد. اوبراین هنگام کار در این مجموعه وب، با بازیگری آشنا شد که او را به یک کارگردان ارتباط برقرار داد.

## فیلم‌شناسی

### سینمایی
| سال  | نام                                        | نقش            | یادداشت    |
| ---- | ------------------------------------------ | -------------- | ---------- |
| ۲۰۱۱ | Charlie Brown: Blockhead's Revenge         | چارلی          | فیلم کوتاه |
| ۲۰۱۲ | جاده مرتفع                                 | جیمی           |            |
| ۲۰۱۲ | نخستین بار                                 | دیو هادگمن     |            |
| ۲۰۱۳ | کارآموزی                                   | استوارت تومبلی |            |
| ۲۰۱۴ | دونده مارپیچ                               | توماس          |            |
| ۲۰۱۵ | دونده مارپیچ: مشقت‌های اسکرچ                | توماس          |            |
| ۲۰۱۶ | دیپ‌واتر هورایزن                            | کالب           |            |
| ۲۰۱۷ | آدم‌کش آمریکایی                             | میچ            |            |
| ۲۰۱۸ | بامبلبی                                    | بامبلبی        | صداپیشه    |
| ۲۰۱۸ | دونده مارپیچ: علاج مرگ                     | توماس          |            |
| ۲۰۲۰ | فلش بک                                     | فردریک فیتزل   |            |
| ۲۰۲۰ | عشق و هیولاها                              | جوئل داوسون    |            |
| ۲۰۲۱ | بی‌نهایت                                    | تردوی          |            |
| ۲۰۲۱ | همه اش راخیلی خوب:فیلم کوتاه(all too well) | هیم(him)       | فیلم کوتاه |
| ۲۰۲۲ | یک دست لباس                                | ریچی           |            |
| ۲۰۲۲ | not ok                                     | کالین          |            |
| ۲۰۲۴ | دریاچه کادو                                | پاریس          |            |
| ۲۰۲۵ | پونی‌بوی                                    | وینی           |            |

### تلویزیون
| سال       | نام                       | نقش                | یادداشت                         |
| --------- | ------------------------- | ------------------ | ------------------------------- |
| ۲۰۱۰      | sweety high               | Clever Trevor      |                                 |
| ۲۰۱۱–۲۰۱۷ | تین ولف                   | استایلز استیلینسکی |                                 |
| ۲۰۱۳      | دختر جدید                 | پسر                | قسمت: پاکدامن‌ها                 |
| ۲۰۱۳      | اولین قرارها با توبی هریس | پیتر               | قسمت: "هم اتاقی ها" فصل ۲ قسمت۶ |
| ۲۰۱۹      | شهر عجیب و غریب           | استیو ماکسوم       | قسمت اول                        |
| ۲۰۲۰      | داستان‌های شگفت‌انگیز       | سم تیلور           | قسمت: انبار                     |
| ۲۰۲۱      | زیاد ذوق زده نشو          | دیلن               | قسمت۲فصل۱۱                      |

## جوایز
| سال  | فیلم/مجموعه تلویزیونی       | جایزه | نتیجه    |
| ---- | --------------------------- | --- | -------- |
| ۲۰۱۳ | تین ولف                     | جوایز جوان هالیوود برای بهترین گروه بازیگری (مشترک با تایلر پوزی، کریستال رید، هالند رودن و تایلر هوچلین) | پیروز    |
| ۲۰۱۴ | خودش                        | جایزه تجربه جشنواره فیلم جیفونی                                                                           | پیروز    |
| ۲۰۱۴ | تین ولف                     | جایزه برگزیده نوجوانان برای بهترین شرور                                                                   | پیروز    |
| ۲۰۱۴ | خودش                        | جوایز جوان هالیوود برای بازیگر موفق                                                                       | پیروز    |
| ۲۰۱۵ | دونده مارپیچ                | جایزه سینمایی و تلویزیونی ام‌تی‌وی برای بهترین قهرمان                                                       | پیروز    |
| ۲۰۱۵ | دونده مارپیچ                | جایزه سینمایی و تلویزیونی ام‌تی‌وی برای بهترین مبارزه (مشترک با ویل پولتر)                                  | پیروز    |
| ۲۰۱۵ | دونده مارپیچ                | جایزه سینمایی و تلویزیونی ام‌تی‌وی برای بازیگر موفق                                                         | پیروز    |
| ۲۰۱۵ | دونده مارپیچ                | جایزه برگزیده نوجوانان برای بهترین بازیگر فیلم‌های اکشن                                                    | نامزدشده |
| ۲۰۱۵ | دونده مارپیچ                | جایزه برگزیده نوجوانان برای بهترین رابطه (مشترک با توماس سنگستر)                                          | نامزدشده |
| ۲۰۱۵ | تین ولف                     | جایزه برگزیده نوجوانان برای سکانس سرقت                                                                    | پیروز    |
| ۲۰۱۶ | دونده مارپیچ: مشقت‌های اسکرچ | جایزه برگزیده نوجوانان برای بهترین بازیگر فیلم‌های اکشن                                                    | پیروز    |
| ۲۰۱۶ | دونده مارپیچ: مشقت‌های اسکرچ | جایزه برگزیده نوجوانان برای بهترین رابطه (مشترک با توماس سنگستر)                                          | پیروز    |
| ۲۰۱۶ | تین ولف                     | جایزه برگزیده نوجوانان برای بهترین بازیگر سریال‌های تابستانی                                               | پیروز    |
| ۲۰۱۷ | تین ولف                     | جایزه برگزیده نوجوانان برای بهترین بازیگر سریال‌های علمی–تخیلی                                             | پیروز    |
| ۲۰۱۷ | تین ولف                     | جوایز برگزیده نوجوانان برای بهترین رابطه (مشترک با هالند رودن)                                            | نامزدشده |
| ۲۰۲۴ | پونی بوی                    | Veriety & Golden Globes Sundance party / Breakthrough Awards                                              | پیروز    |